# Роча (департамент)
Роча (исп. Rocha) — департамент в восточной части Уругвая, протянулся на 170 км вдоль побережья Атлантического океана. Площадь составляет 10 551 км² (5,98 % от общей площади страны). Административный центр — город Роча, расположен в 210 км от Монтевидео.

## География
В департаменте находятся крупнейшие лагунные озёра Уругвая: Лагуна-де-Роча, Лагуна-де-Кастильос, Лагуна-Негра и уругвайская часть озера Лагоа-Мирин.
Климат — умеренный, влажный, сильно зависит от океана.

## Население
Население по данным переписи 2004 года составляло 69 937 человек (2,16 % от населения Уругвая). Плотность населения — 6,63 чел./км². Рождаемость: 14,34 на 1000 человек. Смертность: 10,63 на 1000 человек. Средняя продолжительность жизни: 74,45 года (69,86 лет — у мужчин и 79,22 лет — у женщин).
Основные населённые пункты:
| Населённый пункт      | Население, чел. (2011) |
| --------------------- | ---------------------- |
| Роча                  | 25 422                 |
| Чуй                   | 9675                   |
| Ласкано               | 7645                   |
| Кастильос             | 7541                   |
| Ла-Палома             | 3495                   |
| Себольяти             | 1609                   |
| Ла-Агада-и-Коста-Асул | 1090                   |
| Веласкес              | 1022                   |

| Населённый пункт   | Население |
| ------------------ | --------- |
| 18 июля            | 977       |
| Пунта-дель-Дьябло  | 823       |
| Сан-Луис-аль-Медио | 598       |
| Ла-Коронилья       | 510       |
| Пимайен            | 505       |

## Административное деление
Департамент Роча делится на 4 муниципалитета:
- Чуй (Chuy)
- Кастильос (Castillos)
- Ласкано (Lascano)
- Ла-Палома (La Paloma)